# 茹薩拉 (巴拉那州)
茹薩拉（葡萄牙語：Jussara）是巴西的城鎮，位於該國南部，由巴拉那州負責管轄，面積210.8平方公里，海拔高度382米，2010年人口6,613，該城鎮人口密度每平方公里31.37人。